# بنوخلف
بنوخلف هي قرية في مقاطعة سردشت، إيران. يقدر عدد سكانها بـ 422 نسمة بحسب إحصاء 2016.